# بیمارستان گالمی
بیمارستان گالمی (به لاتین: Galmi Hospital) یک بیمارستان در نیجر است که در Doguérawa واقع شده‌است.